# Anguilla na Mistrzostwach Świata w Lekkoatletyce 2017
Anguilla na Mistrzostwach Świata w Lekkoatletyce 2017 – reprezentacja Anguilli podczas Mistrzostw Świata w Londynie liczyła 1 zawodniczkę, która nie zdobyła medalu.

## Rezultaty
| Zawodniczka    | Konkurencja   | Eliminacje | Eliminacje | Półfinał | Półfinał | Finał    | Finał   |
| Zawodniczka    | Konkurencja   | Rezultat   | Pozycja    | Rezultat | Pozycja  | Rezultat | Pozycja |
| -------------- | ------------- | ---------- | ---------- | -------- | -------- | -------- | ------- |
| Rechelle Meade | Bieg na 100 m | 12,67      | 43.        | NQ       | NQ       | NQ       | NQ      |